# David's Song
"David's Song" is een instrumentaal nummer van de Franse musicus Vladimir Cosma. In 1979 werd het onder de titel "David's Song (Who'll Come with Me)" gecoverd door de Amerikaans-Ierse groep The Kelly Family voor hun album Lieder der Welt. Op 30 november van dat jaar werd het nummer uitgebracht als de tweede single van het album.

## Achtergrond
"David's Song" is van oorsprong een instrumentaal nummer. Het is geschreven door Vladimir Cosma als begin- en eindmuziek van de Duitse miniserie Die Abenteuer des David Balfour uit 1978, in Nederland uitgezonden onder de titel Ontvoering. Deze serie was weer gebaseerd op de roman Kidnapped van Robert Louis Stevenson uit 1886. Dan Kelly, de vader van de familie Kelly, schreef een Engelstalige tekst bij het instrumentale nummer. Het wordt gezongen door de dan twaalfjarige John Kelly. Het stuk parlando wordt ingesproken door Dan Kelly.
"David's Song" werd in de versie van The Kelly Family een grote hit in Nederland en Vlaanderen. Het bereikte de tweede plaats in de Nederlandse Top 40 en werd een nummer 1-hit in de Nationale Hitparade, terwijl in de voorloper van de Vlaamse Ultratop 50 de derde positie werd gehaald. Ook in Duitsland, waar de groep jarenlang verbleef, werd het een hit met een vijftiende plaats als hoogste notering. Ter promotie van de single trad de groep op 22 december 1979 op in het Nederlandse televisieprogramma Toppop.
"David's Song" werd een aantal keer gecoverd, waaronder door Piet Veerman op zijn album A Winter's Tale uit 1993 en door Declan Galbraith in 2006. In Nederland bereikten twee dancecovers de hitlijsten. De versie van B-Rave en T-Bear onder de titel "Happy Rave (David's Song)" kwam in 1997 tot de negende plaats in de Tipparade. In 1999 bereikten DJ Sakin en Torsten Stenzel onder de naam DJ Sakin & Friends de dertiende plaats in de Tipparade en de 76e plaats in de Mega Top 100 met hun versie, genaamd "Nomansland (David's Song)". Het is ook nog gecoverd door de Duitse groep Santiano en door de Nederlandse groep Ancora, met de Call back van Kathy Kelly.

## Hitnoteringen

### The Kelly Family

#### Nederlandse Top 40
| Hitnotering: 15-12-1979 t/m 16-02-1980 | Hitnotering: 15-12-1979 t/m 16-02-1980 | Hitnotering: 15-12-1979 t/m 16-02-1980 | Hitnotering: 15-12-1979 t/m 16-02-1980 | Hitnotering: 15-12-1979 t/m 16-02-1980 | Hitnotering: 15-12-1979 t/m 16-02-1980 | Hitnotering: 15-12-1979 t/m 16-02-1980 | Hitnotering: 15-12-1979 t/m 16-02-1980 | Hitnotering: 15-12-1979 t/m 16-02-1980 | Hitnotering: 15-12-1979 t/m 16-02-1980 | Hitnotering: 15-12-1979 t/m 16-02-1980 |
| Week                                   | 1                                      | 2                                      | 3                                      | 4                                      | 5                                      | 6                                      | 7                                      | 8                                      | 9                                      |                                        |
| -------------------------------------- | -------------------------------------- | -------------------------------------- | -------------------------------------- | -------------------------------------- | -------------------------------------- | -------------------------------------- | -------------------------------------- | -------------------------------------- | -------------------------------------- | -------------------------------------- |
| Positie                                | 25                                     | 15                                     | 4                                      | 2                                      | 2                                      | 4                                      | 9                                      | 20                                     | 31                                     | uit                                    |

#### Nationale Hitparade
| Hitnotering: 22-12-1979 t/m 08-03-1980 | Hitnotering: 22-12-1979 t/m 08-03-1980 | Hitnotering: 22-12-1979 t/m 08-03-1980 | Hitnotering: 22-12-1979 t/m 08-03-1980 | Hitnotering: 22-12-1979 t/m 08-03-1980 | Hitnotering: 22-12-1979 t/m 08-03-1980 | Hitnotering: 22-12-1979 t/m 08-03-1980 | Hitnotering: 22-12-1979 t/m 08-03-1980 | Hitnotering: 22-12-1979 t/m 08-03-1980 | Hitnotering: 22-12-1979 t/m 08-03-1980 | Hitnotering: 22-12-1979 t/m 08-03-1980 | Hitnotering: 22-12-1979 t/m 08-03-1980 | Hitnotering: 22-12-1979 t/m 08-03-1980 | Hitnotering: 22-12-1979 t/m 08-03-1980 |
| Week                                   | 1                                      | 2                                      | 3                                      | 4                                      | 5                                      | 6                                      | 7                                      | 8                                      | 9                                      | 10                                     | 11                                     | 12                                     |                                        |
| -------------------------------------- | -------------------------------------- | -------------------------------------- | -------------------------------------- | -------------------------------------- | -------------------------------------- | -------------------------------------- | -------------------------------------- | -------------------------------------- | -------------------------------------- | -------------------------------------- | -------------------------------------- | -------------------------------------- | -------------------------------------- |
| Positie                                | 25                                     | 3                                      | 3                                      | 1                                      | 3                                      | 3                                      | 7                                      | 10                                     | 22                                     | 24                                     | 26                                     | 47                                     | uit                                    |

#### NPO Radio 2 Top 2000
| Nummer met noteringen in de NPO Radio 2 Top 2000 | '00 | '01  | '02  | '03  | '04  | '05  | '06  | '07  | '08  | '09  | '10-'11 | '12  | '13  | '14  |
| ------------------------------------------------ | --- | ---- | ---- | ---- | ---- | ---- | ---- | ---- | ---- | ---- | ------- | ---- | ---- | ---- |
| David's Song                                     | 435 | 1363 | 1235 | 1863 | 1640 | 1682 | 1706 | 1765 | 1641 | 1992 | -       | 1960 | 1910 | 1947 |

1. ↑  Een '-' betekent dat het nummer niet was genoteerd en een vetgedrukt getal geeft de hoogste notering aan.
2. ↑  2000 was het eerste jaar met een notering voor dit nummer.
3. ↑  Deze tabel is bijgewerkt tot en met de laatste editie (2024).

### DJ Sakin & Friends

#### Nederlandse Top 40
| Hitnotering: 08-05-1999 t/m 29-05-1999 | Hitnotering: 08-05-1999 t/m 29-05-1999 | Hitnotering: 08-05-1999 t/m 29-05-1999 | Hitnotering: 08-05-1999 t/m 29-05-1999 | Hitnotering: 08-05-1999 t/m 29-05-1999 | Hitnotering: 08-05-1999 t/m 29-05-1999 |
| Week                                   | 1                                      | 2                                      | 3                                      | 4                                      |                                        |
| -------------------------------------- | -------------------------------------- | -------------------------------------- | -------------------------------------- | -------------------------------------- | -------------------------------------- |
| Positie                                | 98                                     | 80                                     | 76                                     | 87                                     | uit                                    |